# 시아만나
시아만나(Siamanna)는 이탈리아의 사르데냐 주 오리스타노도에 있는 코무네이다. 칼리아리에서 북서쪽으로 약 80 킬로미터 (50 mi) 떨어져 있으며 오리스타노에서 동쪽으로 약 15 킬로미터 (9 mi) 떨어져 있다.
시아만나는 다음 코무네와 접한다: 알라이, 오리스타노, 루이나스, 시아피차, 시막시스, 빌라우르바나.